# Cretotettigarcta
Cretotettigarcta (лат.) — ископаемый род цикадовых насекомых из семейства Tettigarctidae (Cicadoidea, Cicadomorpha, Hemiptera). Меловой период: Бирманский янтарь (около 100 млн лет). Юго-Восточная Азия: Мьянма.

## Описание
Боковая борозда пронотума присутствует, но слабая; переднеспинка с морщинистой пронотальной шеей-воротничком, почти в половину длины пронотума, боковой воротничок хорошо развит; пронотум скрывает часть мезонотума, кроме скутеллума. Длина мезонотума (кроме скутеллума) не более половины длины пронотума; мезонотум со скутеллумом простирается примерно до конца брюшка. Вершина профемура с крепким латеральным зубцом; верхнемедиальная часть протибия с зубцом; средние и задние лапки несут две пары латеральных шипов, вторая пара крупнее первой. Коготок с веерообразным аролиумом, центральная эминенция аролиума с двухлепестковым орнаментом. Переднее крыло с относительно коротким RA1 и близко к узловой линии; CuA с сильным дугообразным изгибом у основания; M и CuA не слиты или соединены короткой жилкой; CuA2 извилистая и более половины длины CuA1.

## Систематика и этимология
Род был впервые описан в 2019 году по материалам из бирманского янтаря вместе с †Eunotalia emeryi, †Cretotettigarcta shcherbakovi, †Pranwanna. Мезоскутеллум Cretotettigarcta простирается до конца брюшка, что отличает его от других родов Cicadoidea. Название рода Cretotettigarcta происходит от сочетания слов Creto- (меловой) и имени современного рода Tettigarcta. Название рода-синонима Hpanraais происходит от выражения на местном качинском языке «hpa n ra ai», означающего «нет проблем».
- Cretotettigarcta burmensis[2]
- Cretotettigarcta problematica
  - =Hpanraais problematicus[3]
- Cretotettigarcta shcherbakovi